# Ente Nacional de Comunicaciones
El Ente Nacional de Comunicaciones (ENACOM) es un ente público de Argentina, de carácter autárquico y descentralizado, que funciona en el ámbito de la Jefatura de Gabinete de Ministros. Creado en 2016 por decreto de necesidad y urgencia, se encarga del cumplimiento de la Ley 26 522 de Servicios de Comunicación Audiovisual y de la Ley 27 078 Argentina Digital —conocida como Ley de Telecomunicaciones—, hasta ese momento responsabilidad de AFSCA y AFTIC.

## Historia

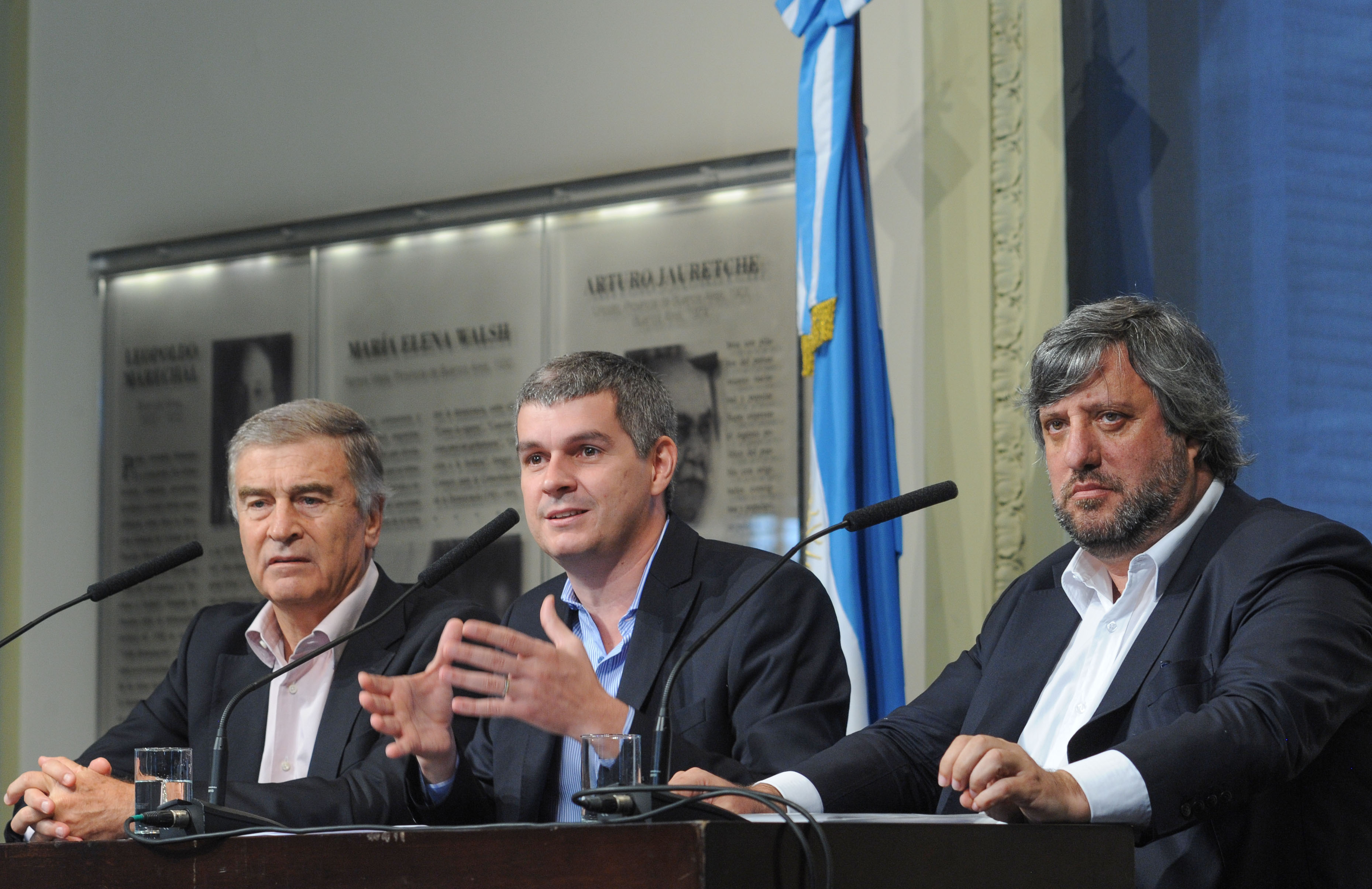
Conferencia de prensa de Oscar Aguad, Marcos Peña y Miguel de Godoy anunciando la creación del ENACOM, el 30 de diciembre de 2015.

### Antecedentes
El 23 de diciembre de 2015, el presidente Mauricio Macri intervino por decreto de necesidad y urgencia 243 la Autoridad Federal de Servicios de Comunicación Audiovisual (AFSCA) y la Autoridad Federal de Tecnologías de la Información y las Comunicaciones  (AFTIC). El juez en lo Contencioso Administrativo de La Plata, Luis Arias, hizo lugar a una medida precautelar para evitar la intervención de los entes.

### Creación
Mediante el decreto número 267/2015 del 19 de diciembre de 2015 se dispuso la fusión de AFSCA y AFTIC en un nuevo organismo que lleva el nombre de Ente Nacional de Comunicaciones (ENACOM). La Misión declarada del mismo es: "Promover la plena inclusión digital, facilitando a toda la población el acceso a las oportunidades que brindan las Tecnologías de la Información y las Comunicaciones, generando un mayor balance y competencia entre los distintos actores del mercado, agilizando su desarrollo, resguardando la debida defensa de los usuarios y fomentando la prestación de servicios con altos estándares de calidad, en el contexto de un regulador activo que refuerce el marco normativo e institucional, garantizando que la pluralidad de voces y los beneficios de la sociedad de la información estén disponibles para todos los que habitan el territorio nacional, en especial a los que viven en zonas rurales, extremas y de bajos ingresos". 
Además se prorrogaron las licencias vigentes por otros diez años, y se eliminaron las disposiciones de la Ley de Servicios de Comunicación Audiovisuales que limitaban la cantidad de licencias que puede tener cada medio, siendo éste uno de los puntos más controvertidos de la norma, toda vez que múltiples juristas (incluido Carlos Fayt en su voto en disidencia en el fallo que declaró constitucional la ley), entendieron que bajo el pretexto de "multiplicar las voces", sólo buscaba atomizar a los grandes medios para hacerlos más vulnerables a las presiones políticas ejercidas por los gobiernos de turno.
La creación de ENACOM generó repudio de parte del arco político opositor al gobierno de Cambiemos, debido a que se utilizó un DNU para modificar una ley sancionada por el parlamento, que se encontraba en receso durante enero, pero posteiromente fue confirmada por Ley del Congreso el 6 de abril de 2016, con el voto de todos los legisladores de Cambiemos más el apoyo de distintos sectores del peronismo, como los que respondían a José Manuel de la Sota y a Sergio Massa . La Defensora del Público, Cinthia Ottaviano, reclamó una reunión urgente de la Organización de Estados Americanos y la intervención de la Comisión Interamericana de Derechos Humanos dado que se «vulneran los estándares internacionales en materia de autonomía, independencia y pluralidad». La reunión de la OEA, con intervención del CIDH se realizó el 8 de abril de 2016, dos días después de que todo lo obrado por decreto fuera convalidado por ley del Congreso y, más allá de darse una duro debate entre representantes del gobierno y la oposición, no hubo ninguna medida tomada por parte de los organismos internacionales.

### Gestión de Miguel de Godoy y Silvana Giudici
Mediante el decreto 7/2016, Miguel de Godoy fue oficializado como presidente de directorio del ENACOM con rango y jerarquía de secretario de Estado, y fueron designados por el Poder Ejecutivo Nacional, Heber Martínez, Alejandro Pereyra y Agustín Garzón, quien fue reemplazado posteriormente por Silvana Myriam Giudici cuando pudo presentar su renuncia ante la Legislatura Porteña.
Miguel de Godoy presentó su renuncia a la presidencia del ente efectiva a partir del 1 de junio de 2018. Su lugar fue ocupado por Silvana Giudici, quien ya formaba parte del directorio. Giudici se mantuvo en el cargo hasta el final de la gestión de Mauricio Macri, el 10 de diciembre de 2019.

#### Reordenamiento del espectro radioeléctrico
Durante los cuatro años de gestión de Cambiemos se otorgaron 195 licencias definitivas a emisoras de radio FM que operaban con Permisos Precarios y Provisorios (PPP). Según especialistas en medios existen entre 2000 y 3000 radios que operan sin licencia o permiso legal en el país.
Las resoluciones 2064-E/2017 y 9435 del ENACOM  publicadas el 31 de marzo de 2017 le otorgan la facultad de disponer "la clausura, secuestro, apercibimiento, multa y/o comiso de estaciones radioeléctricas no autorizadas o en infracción, utilizando la fuerza pública, en caso de ser necesario." Esta medida fue aplicada a diversos medios independientes o comunitarios en el país:
- Escobar: FM Frecuencia 106 106.5 MHz, en el año 2019 por medio de la utilización de la fuerza pública se realizó un allanamiento por supuestas interferencias en la banda aeronáutica, iniciando una causa penal al titular de la emisora[cita requerida]
- Catamarca: FM Estación Sur[cita requerida]
- Chubut:  FM Coiron 94.3 (Comodoro Rivadavia)[cita requerida]
- Entre Ríos: FM Radio Mix 106.5 (Diamante)[19]
- Formosa: FM Popular,[20][21] FM La Torre[22] y FM Milenium[22]
- Provincia de Buenos Aires: FM Radio M 104.1 (Virrey del Pino),[23][24] FM Fórmula 87.7 (Merlo),[25][26][27] FM Ocupas (Moreno),[28] FM Sol y Verde (José C. Paz)[29]
- San Luis: Radio Masi[28]
- Salta: FM Rosicler 91.3 La Voz del Migrante[28]

La Red Nacional de Medios Alternativos  declaró que se trataba de un intento de “acallar las voces alternativas, comunitarias y populares" y que esta resolución le daba al Estado "discrecionalidad para embestir contra las voces disidentes”. La Unión de Comunicadores Audiovisuales y Afines de La Matanza denunció que Cambiemos busca "cercenar, silenciar y desaparecer a los medios de comunicación populares" y pidió cesar de inmediato con estas prácticas violentas y arbitrarias que buscan acallar las voces de la diversidad.  El Honorable Concejo Deliberante de la ciudad de Federal, aprobó  por unanimidad un proyecto de Resolución que apunta a “defender la libertad de prensa y expresión de los medios radiales de la ciudad”.

#### Fomeca
Desde 2015 el Enacom abrió distintas líneas de concursos del Fondo de Fomento Concursable para Medios Audiovisuales (Fomeca), que permiten la actualización tecnológica y producción de contenidos de radios, canales y productoras. Se destinaron cerca de $355 millones y adjudicaron 541 proyectos Fomeca que beneficiaron a 206 entidades.

#### Licencias 4G
En 2016 la ENACOM autorizó a Nextel Argentina, del Grupo Clarín, a prestar 4G sin licitación y sin pagar por las frecuencias. La Comisión de Sistemas, Medios de Comunicación y Libertad de Expresión del Senado Nacional citó a funcionarios del ENaCom para que brinden explicaciones. Telefónica advirtió que iría al CIADI por trato discriminatorio debido a que debió pagar las bandas para dar 4G, mientras que Nextel iba a poder hacerlo sin pagar. El procedimiento permite a Nextel-Clarín dar 4G sin límite en años para el uso de las frecuencias, aun cuando las adjudicadas a Movistar, Personal y Claro en 2014 tienen una vigencia de 15 años. Mientras que Telefónica, Telecom y Claro participaron de la licitación en 2014 pagaron en total más de 1.500 millones de dólares por las frecuencias, en cambio a la empresa del grupo Clarín se le asignaron frecuencias para dar 4G sin licitación y sin pagar por las mismas.

#### Correo Argentino
Mediante el decreto de creación de la ENACOM se dispuso la transferencia de Argentina Conectada, Argentina Soluciones Satelitales S.A. (ARSAT) y Correo Oficial de la República Argentina S.A. (CORASA) al ámbito del Ministerio de Comunicaciones. ENACOM actúa como organismo de control de estas empresas.
En 2017, el diputado Tailhade (FpV-PJ) denunció que el Enacom desistió de cobrarle al Grupo Macri casi 300 mil pesos, correspondientes a una multa que le habían aplicado al Correo Argentino (en ese momento propiedad del holding) y que había tenido un fallo favorable de la justicia en 2015.

## Directorio
El directorio del ENACOM tendrá cuatro integrantes del Poder Ejecutivo sobre un total de siete. Los otros tres serán designados por la Comisión Bicameral de Promoción y Seguimiento de la Comunicación Audiovisual, las Tecnologías de las Telecomunicaciones y la Digitalización del Congreso de la Nación Argentina, los que serán seleccionados por esta a propuesta de los bloques parlamentarios, correspondiendo uno a la mayoría o primera minoría, uno a la segunda minoría y uno a la tercera minoría parlamentaria. De los siete miembros, cuatro corresponden al poder ejecutivo por lo que este siempre tendrá mayoría.
El Decreto de Necesidad y Urgencia 267/2015 establece que los directores tendrán mandato por cuatro años, con posibilidad de una renovación, aunque podrán ser removidos «en forma directa y sin expresión de causa» por el Poder Ejecutivo.
El ente es objeto de control de la Sindicatura General de la Nación y de la Auditoría General de la Nación.
| Nombre             | Título              | Designado por      |
| ------------------ | ------------------- | ------------------ |
| Juan Martin Ozores | Interventor         | Poder Ejecutivo    |
| Patricia Roldan    | Interventor adjunto | Poder Ejecutivo    |
| Alejandro Pereyra  | Interventor adjunto | Poder Ejecutivo    |
| -                  | Director            | Comisión Bicameral |
| -                  | Director            | Comisión Bicameral |
| -                  | Director            | Comisión Bicameral |

## Nómina de Presidentes
| N.º | Ministro                         | Partido | Partido               | Periodo                                      | Presidente        |
| --- | -------------------------------- | ------- | --------------------- | -------------------------------------------- | ----------------- |
| 1   | Miguel de Godoy                  |         | Propuesta Republicana | 5 de enero de 2016 - 1 de junio de 2018      | Mauricio Macri    |
| 2   | Silvana Myriam Giudici           |         | Propuesta Republicana | 1 de junio de 2018 - 10 de diciembre de 2019 | Mauricio Macri    |
| 3   | Claudio Ambrosini                |         | Frente Renovador      | 2 de enero de 2020 - 10 de diciembre de 2023 | Alberto Fernández |
| 4   | Juan Martin Ozores (Interventor) |         |                       | 26 de enero de 2024 - en el cargo            | Javier Milei      |